# 结型场效应管
结型场效应管（英語：junction gate field-effect transistor），是单极场效应管中最简单的一种。它可以分沟道或者沟道两种。在下面的论述中主要以沟道结型场效应管为例，在沟道结型场效应管中区和区以及所有电压正负和电流方向正好颠倒過来。

## 结构

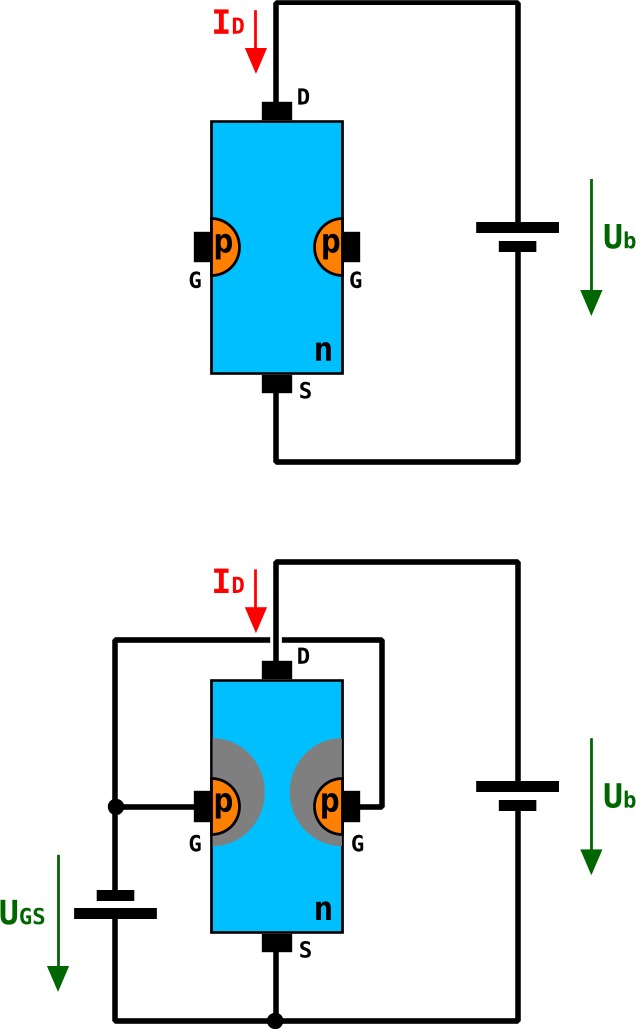
通过栅电压U_{GS}导致的阻碍层大小的变化

通道结型场效应管由一个被一个型掺杂（阻碍层）环绕的型掺杂组成。在型掺杂上连有汲极（也称漏极，来自英语，因此也称极）和源极（来自英语，因此也称极）。从源极到汲极的这段半导体被称为通道。区连有閘极（也称栅极，来自英语，因此也成为极）。这个极被用来控制结型场效应管，它与通道组成一个二极管，因此结型场效应管与金属-氧化物-半导体场效应管类似，只不过在金属-氧化物-半导体场效应管中不是使用结，而是使用肖特基结（金属与半导体之间的结），在原理上结型场效应管与金属-氧化物-半导体场效应管是完全一样的。

## 原理

n沟道输出特性曲线场

假如栅极没有被连上的话沟道就像一个电阻一样。也就是说在栅极没有电压的情况下结型场效应管是导电的。假如栅极与源极连在一起，而源极和汲极之间加上了的电压的话那么流过沟道的电流随电压不断提高，直到沟道被最大夹断位置。这个电压被称为夹断电压。即使继续升高，漏电流几乎不变。夹断不再提高，而只是横向扩大，也就是说电压的继续提高被沟道吸收了。一般来说这是结型场效应管的工作区域，这个时候的漏电流被标志为。整个三极管在这个状态下可以被当作一个恒电流源使用，其电流为。不过与真正的电流源相比结型场效应管的温度灵敏度比较高。夹断电压由沟道的宽度{\displaystyle a}和掺杂密度决定：
{\displaystyle U_{p}={\frac {eN_{D}a^{2}}{2\varepsilon _{r}\varepsilon _{0}}}}

结型场效应管夹断和控制的原理

要夹止通道需要逆向偏压。甚至同一型号的元件的夹止電压也可能差异很大，一般在0.3至10伏之间。
假如在栅极和源极之间施一负电压的话则閘源二极管之间的耗尽区更加扩大。沟道的宽度和长度均可以被改变。这样一来可以达到控制效应，这个效应与双极性晶体管的原理类似。在输出特性曲线上可以看得出电流水平的部分的值变小。在这种情况下提高源漏电压也只能很小地改变漏电流。

通过R_{S}控制工作点以及温度补偿

像真空管一样工作点的选择可以很容易地通过使用源电阻或者施加负閘源电压达到。和真空管一样结型场效应管的斜率{\displaystyle S={\frac {dI_{D}}{dU_{GS}}}}很小，要达到大的电压放大需要相当大的工作电阻。优点和真空管一样是几乎不需要任何功率的放大控制。原因是因为控制漏电流用的閘源电路始终是在逆向偏压的情况下运行，因此通过栅极的电流始终不超过逆向电流的皮安培。在高频的情况下会出现电容电流。
在夹断电压之下在线性区结型场效应管可以用来作为分压器的自动增益控制。
控制特性曲线（对）是一个很复杂的函数，二次函数可以近似地表达它。下面的公式描写三极管在夹断区域的简单模型。和根据型号不同，需要从生产数据表中找出来：
{\displaystyle I_{DS}=I_{DSS}\left[1-{\frac {U_{GS}}{U_{p}}}\right]^{2}}

## 符号

n-Channel JFET的電路符號

p-Channel JFET的電路符號

有时结型场效应管的栅极被画在沟道的中部，这个对称表示汲极和源极是可以相互对换的，因此这个符号仅应该被用在两极的确可以互相对换的结型场效应管上（不是所有结型场效应管都可以）。
传统地元件的周围还有一个圈。
箭头示明沟道和栅极之间结的极性。如同一般的二极管箭头从区指向区，这也是正向偏压下的电流方向。

## 与其它電晶體的比较
与金属-氧化物-半导体场效应管相比结型场效应管的栅电流比较大，但是比双极性晶体管小。结型场效应管的跨导比金属-氧化物-半导体场效应管高，因此被用在一些低雜訊、高输入阻抗的运算放大器中。
1925年朱利乌斯·艾德加·李利费尔德首次预言了结型场效应管。1930年代中其理论基础足够完整，因此有人把它申报专利。但是此后许多年一直未能生产足够精确地掺杂的晶体来显示其可行性。1947年约翰·巴丁、沃尔特·布喇顿和威廉·肖克利在试图制造一个结型场效应管时发现了点接触型晶体管。许多年后结型场效应管才被生产出来。

## 应用
与双极性晶体管相比，结型场效应管在一千赫以下噪声小得多。在高频时，假如源电阻高于约十萬欧姆至一兆欧姆的情况下，结型场效应管也比较有效。
结型场效应管可以被用来做恒流集成二极管或者定值电阻。
结型场效应管还在低频和高频中被用来调节信号电压、在信号强度高的情况下被用作混频器以及被用作逆向电流低的信号二极管。